# Dizain
En la métrica francesa, se llama dizain a las estrofas compuestas por diez versos. Se forman, generalmente, con la adición de un cuarteto (quatrain, en francés) y un sexteto (sizain). Pueden ser isométrica, o bien heterométrica, con versos de 7 u 8 sílabas. Es equivalente a la décima de la poesía en español.

## Ejemplos
Un rare écrivain comme toi
Devrait enrichir sa famille,
D'autant d'argent que le feu roi 
En avait mis dans la Bastille.
Mais les vers ont perdu leur prix; 
Et pour les excellents esprits, 
La faveur des princes est morte.
Malherbe en ect âge brutal,
Pégase est un cheval qui porte 
Les grands hommes à l'hópital.
François Maynard (1582 – 1642)